# Zhao Lin
Zhao Lin (en chino, 赵琳; Dalian, China; 15 de febrero de 1966) es un exfutbolista y entrenador de Fútbol de China que jugaba en la posición de defensa.

## Carrera

### Club
| Periodo   | Club                     |
| --------- | ------------------------ |
| 1985–1997 | Dalian Wanda             |
| 1997      | → Chengdu Wuniu (cedido) |
| 1998–2000 | Xiamen Fairwiell         |
| 2001      | Dalian Sidelong          |
| 2002      | Dalian Sundy             |

### Selección nacional
Fue convocado para la Copa Asiática 1992 pero no jugó. Su primer partido con la selección nacional fue el 28 de marzo de 1993 en un empate 0-0 ante Emiratos Árabes Unidos donde sufriría una lesión de ligamentos en la pierna izquierda. Después de la lesión no volvió a ser convocado con la selección nacional.

## Logros
Dalian Wanda
- Liga Jia-A: 1994, 1996
- Copa de China de fútbol: 1992

Xiamen Fairwiell
- Liga Jia B: 1999

Dalian Sidelong
- Liga Yi China: 2001